# FK Turnovo
FK Horizont Turnovo é uma equipe macedônia de futebol com sede na vila Turnovo próximo de Estrúmica, Disputa a primeira divisão da República da Macedónia (Macedonian Prva Liga).
Seus jogos são mandados no Kukuš Stadium, que possui capacidade para 1.500 espectadores.

## História
O FK Horizont Turnovo foi fundado em 1950.
Em 2008, a empresa Horizont macedónio se tornou a principal patrocinadora do Turnovo eo clube foi renomeado para Horizont Turnovo. Embora o proprietário da empresa, Senhor Orce Todorov vem patrocinando Turnovo desde 1995. Desde então Horizont Turnovo está constantemente crescendo e melhorando.